# Шкарник
Шкарник (хорв. Škarnik) — населений пункт у Хорватії, в Вараждинській жупанії у складі міста Вараждинське Топлиці.

## Населення
Населення за даними перепису 2011 року становило 84 осіб.
Динаміка чисельності населення поселення:

## Клімат
Середня річна температура становить 10,10 °C, середня максимальна – 23,74 °C, а середня мінімальна – -5,55 °C. Середня річна кількість опадів – 864 мм.
| Клімат поселення                              | Клімат поселення | Клімат поселення | Клімат поселення | Клімат поселення | Клімат поселення | Клімат поселення | Клімат поселення | Клімат поселення | Клімат поселення | Клімат поселення | Клімат поселення | Клімат поселення | Клімат поселення |
| Показник                                      | Січ.             | Лют.             | Бер.             | Квіт.            | Трав.            | Черв.            | Лип.             | Серп.            | Вер.             | Жовт.            | Лист.            | Груд.            |                  |
| Середній максимум, °C                         | 5,93             | 7,38             | 11,63            | 15,66            | 20,60            | 23,74            | 22,72            | 22,20            | 18,22            | 13,52            | 7,97             | 4,13             |                  |
| Середня температура, °C                       | 0,20             | 1,65             | 5,89             | 9,92             | 14,87            | 18,00            | 19,71            | 19,19            | 15,20            | 10,52            | 4,97             | 1,12             |                  |
| Середній мінімум, °C                          | −5,55            | −4,08            | 0,15             | 4,19             | 9,14             | 12,26            | 16,70            | 16,18            | 12,18            | 7,51             | 1,96             | −1,88            |                  |
| Норма опадів, мм                              | 44               | 45               | 55               | 68               | 75               | 99               | 86               | 88               | 83               | 80               | 80               | 61               |                  |
| Середньомісячна швидкість вітру, м/с          | 2.11             | 2.34             | 2.68             | 2.64             | 2.46             | 2.19             | 2.12             | 1.94             | 1.98             | 2.07             | 2.18             | 2.18             |                  |
| Середньомісячна сонячна радіація, кДж/м²·день | 4095             | 6832             | 10607            | 14899            | 19072            | 20914            | 21618            | 18842            | 13978            | 8736             | 4621             | 3323             |                  |
| --------------------------------------------- | ---------------- | ---------------- | ---------------- | ---------------- | ---------------- | ---------------- | ---------------- | ---------------- | ---------------- | ---------------- | ---------------- | ---------------- | ---------------- |
| Джерело:                                      |                  |                  |                  |                  |                  |                  |                  |                  |                  |                  |                  |                  |                  |